# NGC 6240
NGC 6240 is een peculiair sterrenstelsel in het sterrenbeeld Slangendrager. Het hemelobject ligt ongeveer 400 miljoen lichtjaar van de Aarde verwijderd en werd op 12 juli 1871 ontdekt door de Franse astronoom Édouard Jean-Marie Stephan.
Het sterrenstelsel is een restant van de botsing tussen twee kleinere sterrenstelsels. Dit heeft geleid tot de vorming van twee goed onderscheidbare kernen en een eerder aparte vorm van het sterrenstelsel.

## Synoniemen
- IC 4625
- IRAS 16504+0228
- UGC 10592
- ZWG 25.11
- MCG 0-43-4
- PRC D-28
- VV 617
- PGC 59186